# Ястребов, Вячеслав Семёнович
Вячеслав Семёнович Ястребов (20 мая 1932 года, с. Тоцкое, Оренбургская область, РСФСР, СССР — 11 мая 2005 года, Москва, Россия) — советский и российский учёный-океанолог, директор Института океанологии (1987—1992).

## Биография
Родился 20 мая 1932 года в селе Тоцкое Оренбургской области.
В 1954 году — окончил Московский институт химического машиностроения, до декабря 1956 года работал в конструкторской организации по артиллерийскому вооружению.
С 1956 года — работал в Институте океанологии, где прошел путь от младшего научного сотрудника до ведущего специалиста в области методов и технических средств подводных океанологических исследований, в 1975 году — стал заместителем директора Института и возглавил Физико-техническое направление, а с 1987 по 1992 годы — директор Института.
После защиты кандидатской диссертации — возглавил Лабораторию техники подводных исследований, где под его руководством и при непосредственном участии была создана и в течение десяти лет успешно эксплуатировалась на шельфе СССР и Болгарии подводная база-лаборатория «Черномор», которая положила начало развитию нового научного направления — методам и технике гипербарических исследований.
В 1971 году — защитил докторскую диссертацию на соискание ученой степени доктора технических наук.
В 1979 году — за педагогическую деятельность ему присвоено звание профессора.
В 1991 году — избран действительным членом Российской академии естественных наук и академиком-секретарем Отделения «Безопасности в экстремальных ситуациях» РАЕН.
Умер 11 мая 2005 года в Москве, похоронен на Николо-Архангельском кладбище Москвы.

## Научная деятельность
Создатель научных основ теории многосистемных автоматизированных глубоководных аппаратов.
Под его руководством разработали и внедрили в практику серию подводных аппаратов, которые позволили проводить длительные наблюдения за морским дном, изучать его микрорельеф и получать детальные данные — фото, видеозаписи и сонограммы высокого разрешения.
Благодаря его работе в Институте океанологии активно развивались технологии глубоководных водолазных погружений: впервые в истории водолазы погружались на глубины до 200 метров в открытом океане для геологических исследований, чему предшествовали масштабные испытания на береговом гипербарическом комплексе, а в 1986 году был проведен уникальный эксперимент, не имеющий аналогов в мире, доказавший возможность работы человека на эквивалентной глубине 2000 метров с использованием неоново-кислородной смеси.
Разработал и успешно применял в экспедициях метод комплексного использования подводной техники, что значительно расширило возможности океанологических исследований. Этот подход позволил изучать придонные объекты с беспрецедентной детализацией, сопоставимой с наземными исследованиями.
Под его руководством проведены десятки экспедиций с обитаемыми подводными аппаратами, которые изменили представления о строении дна в тектонически активных зонах. Исследования Красноморского рифта подтвердили процессы формирования новой океанической коры, а изучение подводных гор Тирренского моря привело к созданию новой геодинамической модели.
Основал новое научное направление — придонную океанологию. Его работы по моделированию высокоэнергетических придонных слоев океана заложили основу для разработки инновационного исследовательского оборудования. Эти исследования объединяли физику, геологию и инженерию, вызывая большой интерес у специалистов по всему миру.
Многие годы он организовывал и возглавлял Всесоюзное совещание-школу по техническим средствам изучения океана, а также был одним из инициаторов Международной конференции «Современные методы и средства океанологических исследований» (МСОИ). Также входил в редколлегию журнала «Океанология».
Автор и соавтор свыше 200 научных публикаций, в том числе 12 монографий, посвященных широкому кругу вопросов, связанных с методикой и техникой исследований в океане.
Под его руководством защищено свыше 30 кандидатских диссертаций.

### Научные труды
- Телеуправляемые подводные аппараты (с манипуляторами). Л., 1973
- Электроэнергетические установки подводных аппаратов. Л., 1987 (в соавторстве)
- Адаптивные системы для исследования океана. СПб., 1993 (в соавторстве)
- Океанология: Средства и методы океанологических исследований. М., 2005 (в соавторстве)
- Геоактивные и геопатогенные зоны Земли и их опасные проявления // Вестник РАЕН. 2005. Т. 5. № 4

## Награды
- Орден Трудового Красного Знамени (1978)
- Медаль «За трудовую доблесть» (1975)
- Медаль «В ознаменование 100-летия со дня рождения Владимира Ильича Ленина» (1970)
- Заслуженный деятель науки и техники РСФСР
- Почётный разведчик недр